# سی‌زد ۸۰۵ برن
سی‌زِذ ۸۰۵ برن (به انگلیسی: CZ 805 BREN) تفنگ هجومی چند منظوره است که به حالت تمام اتوماتیک یا نیمه اتوماتیک می‌تواند تیراندازی کند. این تفنگ از سال ۲۰۰۹ ساخته می‌شود و امروزه تنها ارتش جمهوری چک از این تفنگ استفاده می‌کند. این تفنگ به‌عنوان جانشینی برای نمونهٔ قدیمی تفنگ هجومی مدل ۵۸ معرفی شده است.

## توصیف
تفنگ هجومی سی‌زِذ ۸۰۵ برن با ۳ نوع کالیبر ۵٫۶۵x۴۵م. م. و ۷٫۶۲x۳۹م. م. و۶٫۸x۴۳م. م. ساخته می‌شود. طول لوله استاندارد این اسلحه ۳۶۰ میلی‌متر و لوله کوتاه ۲۲۷ م م باوزن ۳٬۶ کیلوگرم است و هم‌اکنون این اسلحه در خدمت سربازان جمهوری چک می‌باشد. این تفنگ دارای قنداق تاشو است و به راحتی می‌توان قنداق آن را به‌طور کل برای بیشترین کاهش اندازه سلاح جدا نمود. سی‌زِد-۸۰۵ برن با سایت هدف‌گیری آهنی تاشو ارائه می‌شود و همچنین می‌تواند از انواع سایت‌های هدف‌گیری Red dot و انواع دوربین‌های دید در روز یا دید در شب و علامت‌گذارهای لیزری پشتیبانی کند. تجهیزات جانبی برای این تفنگ نارنجک‌انداز ۴۰ م م مخصوص و همچنین سرنیزه جدید است.

## مدل‌های تفنگ
تفنگ هجومی سی‌زِذ ۸۰۵ برن در اصل در منابع شرکت تولیدکننده آن با نام‌های «چسکا ازبرویووْکا» Česká zbrojovka و CZ 805 BREN A1 و CZ 805 BREN A2 معروف است. برگه نظام آتش این تفنگ دارای حالات شلیک: ضامن - تک‌تیر - شلیک ۲ تیر و شلیک خودکار است. 

## ارتش چک و کاربران احتمالی
ارتش چک در سال ۲۰۰۹ تعداد ۸۰۰۰ قبضه تفنگ سفارش داد و از سال ۲۰۱۱ از این تفنگ‌ها در جنگ افغانستان استفاده می‌کند. در سال ۲۰۱۲ ارتش چک اعلان کرد که در افغانستان ۵۳۰ قبضه از این سلاح‌ها داشته که ۴۸ از آن خراب شده است. مقام‌های ارتش چک در مورد این مشکل می‌گویند که در یک عملیات نظامی در افغانستان ۶ قبضه تفنگ از کار افتاده است.حکومت جمهوری چک قصد دارد در سال‌های آینده این تفنگ‌ها را به هندوستان ویتنام و عراق صادر کند و به این دلیل مشکلات پیش‌آمده با این تفنگ مشکلی بزرگ قلمداد می‌شود.